# ریچارد استراچی
ریچارد استراچی (انگلیسی: Richard Strachey; ۲۴ ژوئیهٔ ۱۸۱۷ – ۱۲ فوریهٔ ۱۹۰۸) نظامی و سیاست‌مدار اهل پادشاهی متحد بریتانیای کبیر و ایرلند بود. وی همچنین برندهٔ جوایزی همچون مدال پادشاهی شده‌است.